# Plehiv, Cerneahiv
Plehiv (în ucraineană Плехів) este un sat în comuna Klitîșce din raionul Cerneahiv, regiunea Jîtomîr, Ucraina.

## Demografie
Componența lingvistică a localității Plehiv
     Ucraineană (95,37%)
     Rusă (3,7%)
     Alte limbi (0,93%)
Conform recensământului din 2001, majoritatea populației localității Plehiv era vorbitoare de ucraineană (95,37%), existând în minoritate și vorbitori de rusă (3,7%).